# Museumpark Orientalis

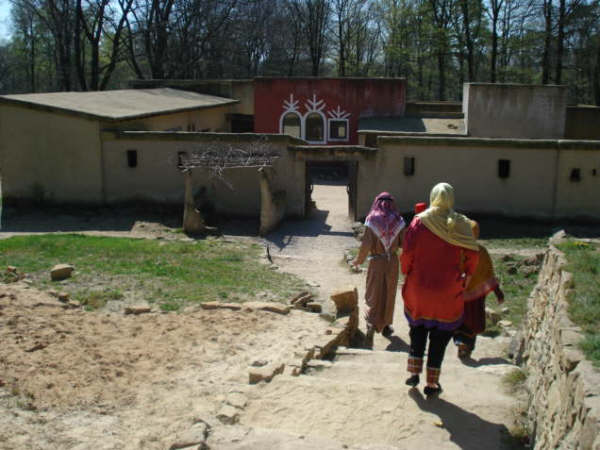
Beth Juda

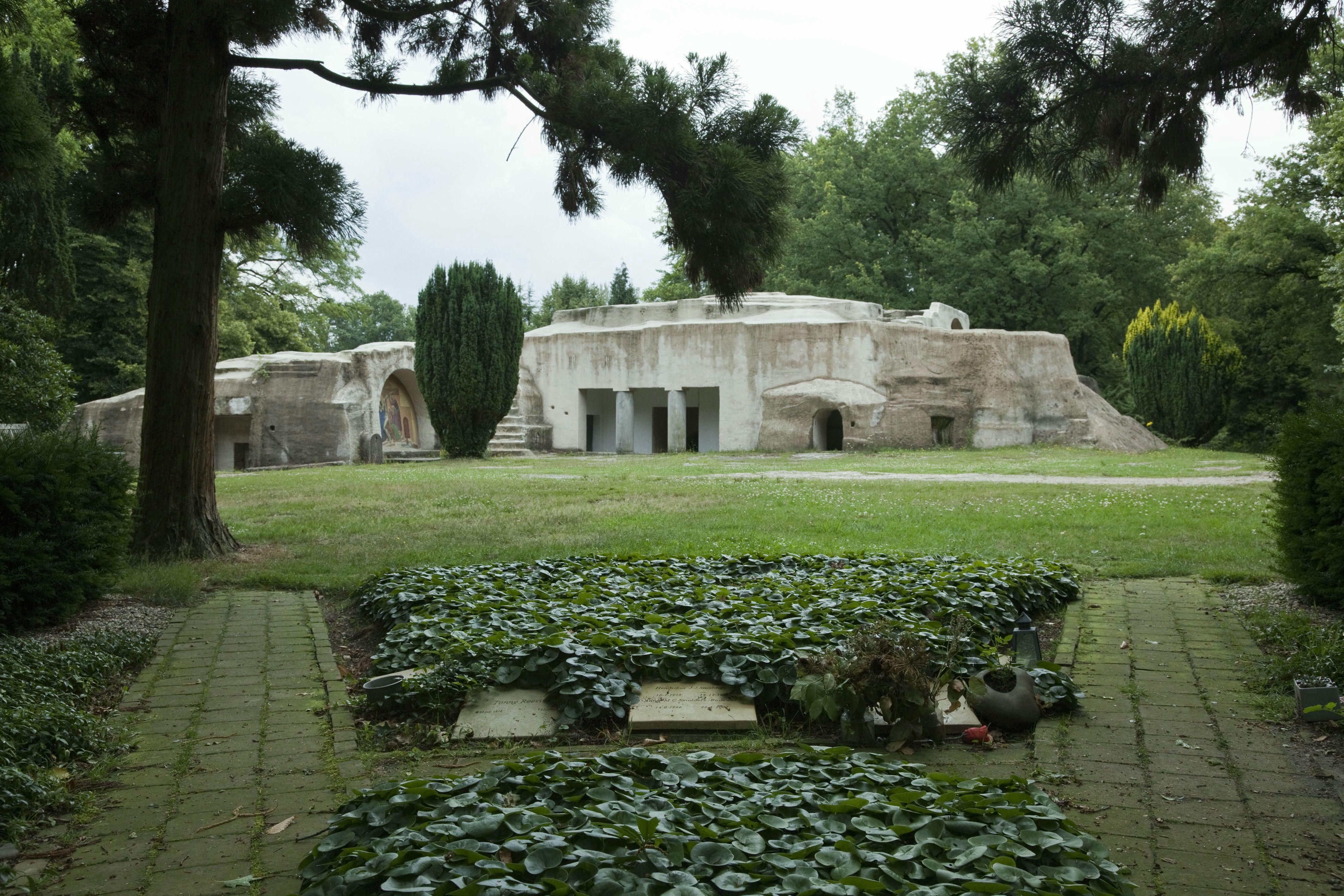
Calvarieberg, met omgeving

Museumpark Orientalis is een openluchtmuseum in het Gelderse dorp Heilig Landstichting, gemeente Berg en Dal. Naam en opzet van de instelling zijn enkele malen veranderd. Ze werd in 1911 gesticht als rooms-katholiek devotiepark onder de naam Heilig Land Stichting. Van 1968 tot 2007 heette het Bijbels Openluchtmuseum en sindsdien Museumpark Orientalis. De term Museumpark geeft aan dat de tentoongestelde zaken verspreid in een parkachtig terrein liggen. De naam Orientalis verwijst naar de Oriënt en naar oriëntatie op actuele vraagstukken van de samenleving. Orientalis wil een museum zijn op het gebied van cultuur en religie.
De Oriënt (Midden-Oosten) is de bakermat van de drie abrahamitische religies (grote monotheïstische godsdiensten uit het Midden-Oosten): jodendom, christendom en islam. In het museum wordt aandacht besteed aan de achtergronden en de tradities van deze drie godsdiensten. Een aantal van de bouwwerken in het museumpark staat op de lijst van rijksmonumenten vanwege hun bijzondere (oriëntaalse) architectuur. Het museum ligt in een bosrijke en heuvelachtige omgeving en bevat verschillende dorpjes, pleinen, stadsstraten, akkers en oosterse planten en dieren.
Financiële en ideologische problemen bedreigden het voortbestaan van het museumpark in het begin van de 21e eeuw. In 2012 werd, na een aantal moeilijke jaren waarin Orientalis grotendeels gesloten was, na renovatie een beperkte doorstart gemaakt. In de praktijk betekent dat de openingsmaanden van maart tot en met oktober zijn, en dat van half december tot begin januari het Feest van Licht gehouden wordt.
Nabij Museumpark Orientalis lag in de gemeente Berg en Dal een ander bekend openluchtmuseum, het Afrika Museum dat in 2023 gesloten werd.

## Geschiedenis
Het museumpark is in 1911 opgericht, door de Waalwijkse katholieke priester Arnold Suys (1870-1941), als devotiepark en pelgrimsoord voor gelovigen die niet in staat waren naar het Heilige Land te gaan. Hij benaderde een aantal kloosterordes om rondleidingen in het park te verzorgen. Na enkele jaren bleven alleen de paters Montfortanen over, zij gaven uitleg bij verschillende nagebouwde plaatsen waar het leven van Jezus Christus zich had afgespeeld. De gebouwen uit die eerste tijd zijn sinds 2003 rijksmonument, hieronder is het huis van de landheer, de nagebouwde traditionele synagoge, het Sanhedrin en een oud-Grieks huis. De kunstenaar Piet Gerrits was verantwoordelijk voor het ontwerp en de bouw van deze objecten.
Om het museum te bekostigen werd een gedeelte van de beschikbare grond verkocht, waarop het dorpje Heilig Landstichting werd gesticht. Verder werd de R.K. begraafplaats Heilig Land Stichting ingericht. Deze behoorde oorspronkelijk ook tot het museum, maar ligt nu buiten de omheining van het museumpark. Op de begraafplaats ligt nog een gedeelte uit het oorspronkelijke museum, zoals de Hemelvaartskoepel en een calvarieberg met kruisweg.
In 1932 werd onder leiding van het architectenduo Giacomo en Jan Stuyt, als spirituele aanvulling op het op wereldlijke vrede gerichte Vredespaleis in Den Haag, begonnen aan de bouw van wat de grootste Heilig Hart-basiliek van Europa had moeten worden met een capaciteit van 17.000 gelovigen. De bouw stagneerde in de crisistijd van de jaren 30 door geldgebrek. Slechts een atrium met een voorportaal werd gerealiseerd. Dit wordt heden ten dage gebruikt als het hoofdgebouw van het Museumpark Orientalis, waar sinds 2012 de tentoonstelling Toen God nog schreef centraal staat.
In 1938 hield De Jonge Werkman, een katholieke organisatie van jonge arbeiders, opgericht in 1931, haar eerste congres op het terrein van het devotiepark. Achtduizend jongeren bezochten dit congres dat opgeluisterd werd met een toneelspel, met als podium de kathedraal in opbouw, het huidige binnenmuseum.
Het museum maakte ook deel uit van dagtrips in de jaren '50 en '60. Bezoekers van het museum werden in groepjes langs de bezienswaardigheden rondgeleid door monniken, die gekleed waren in bruine pij en sandalen.
Op verzoek van bisschop Bluyssen kwam een aanbevelingscommissie in 1968 tot het advies om de Heilig Land Stichting te moderniseren en met name de joodse oorsprong van het christelijke geloof nadrukkelijker te belichten. Het museum werd toen minder evangeliserend van aard en richtte zich meer op de totale cultuur uit de tijd. Daarna veranderde de oorspronkelijke naam Heilig Landstichting naar Bijbels Openluchtmuseum.
Ook werd in de jaren erna begonnen aan de reconstructie van een Via Orientalis (die nu de Romeinse stadsstraat heet), een straat zoals deze in de Romeinse tijd aangetroffen kon worden in het Midden-Oosten. Dit gebeurde onder leiding van de architect H.C. van de Leur.
Tussen 1985 en 1998 lag er een enkelsporige tramlijn door het park met een lengte van 1,7 km en een spoorbreedte van 1250 mm. Een kleine remise was er bij de eindhalte Jericho.
Verscheidene katholieke bouwwerken en evangelische voorstellingen uit de eerste tijd van het openluchtmuseum hebben hun oorspronkelijke karakter verloren of zijn verplaatst naar de nabijgelegen begraafplaats. Een groot deel van het bestuur van de stichting achtte de rol van het christendom te nadrukkelijk aanwezig en wenste een nieuwe opzet met een interreligieus karakter.

## Herinrichting 1993

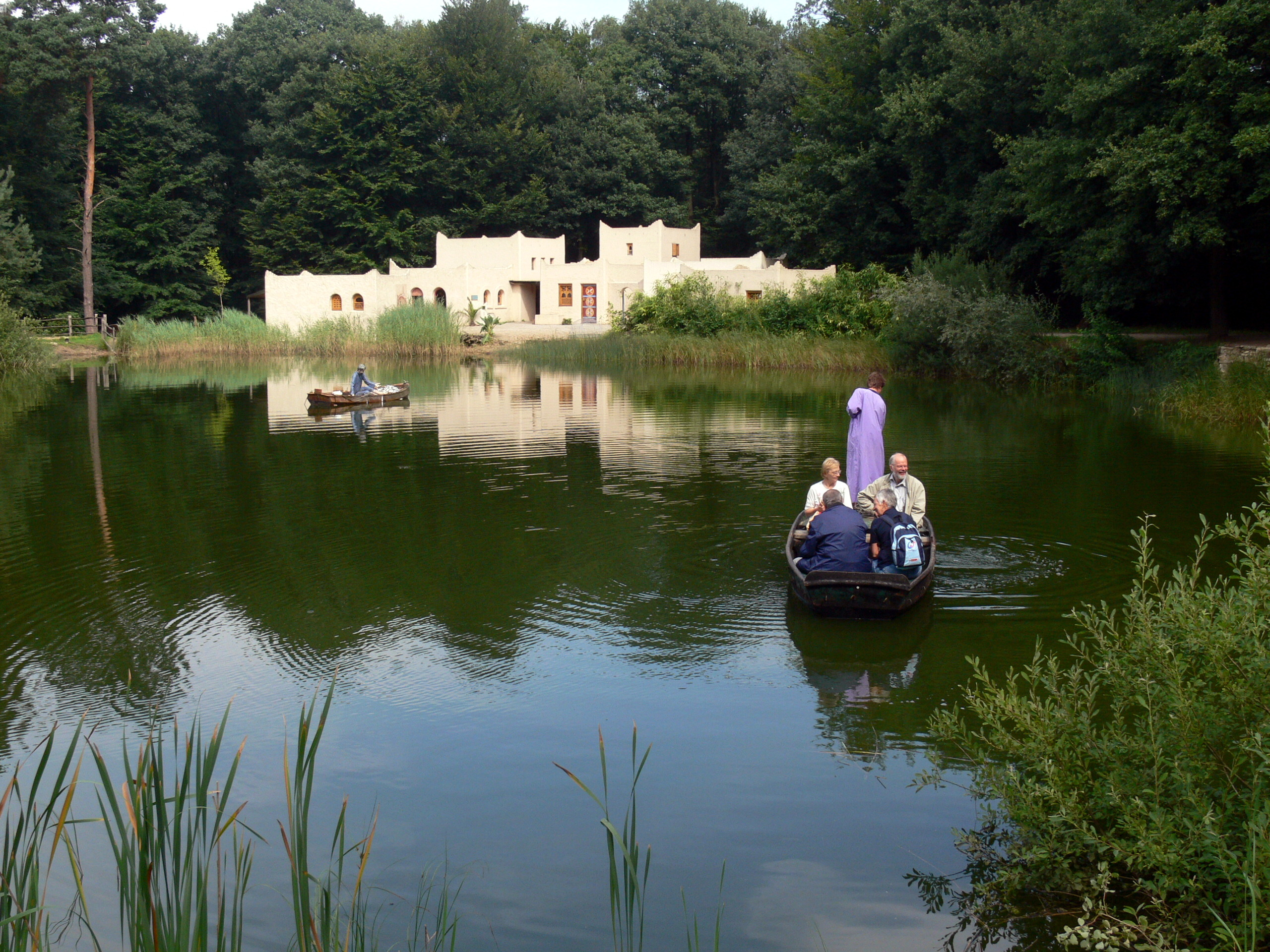
Arabisch dorp

In 1993 werd, onder bisschop mgr. Ter Schure van Den Bosch, een derde monotheïstische religie aan de museumaandacht toegevoegd: de islam, waarvoor het museum opnieuw werd ingericht. De wijze waarop dit gebeurde leidde in 2002 tot een groot meningsverschil tussen het museumbestuur en het bisdom, dat op dat moment werd geleid door de in 1998 benoemde bisschop Hurkmans. Deze eiste van de directie van het museum dat Jezus Christus en diens evangelie weer meer centraal zouden komen te staan in het museum.
Hurkmans was ontevreden over de toegenomen aandacht voor andere religies en de afbreuk die dit zou doen aan de uniciteit van de christelijke boodschap en cultuur in Nederland. Ook de vermeende invloed van buitenaf die sponsoring uit het islamitisch sultanaat Oman met zich mee zou brengen, zette de relatie met het rooms-katholieke bisdom onder druk. De directie richtte daarom een nieuwe stichting op die buiten het bisdom om besluiten kon nemen. Dit leidde tot een tijdelijke verbetering van de relaties, omdat de kerkleiding van het bisdom heeft aangegeven dat er in deze tijd een meerwaarde zit in het tot elkaar brengen van de verschillende Abrahamitische religies.
In 2007 veranderde het museum zijn naam naar Museumpark Orientalis en werd besloten de wintersluiting af te schaffen. De provincie Gelderland wees aan het begin van dat jaar een subsidieverzoek af, en verschillende andere sponsoren wilden zekerheid dat het bisdom niet alsnog sponsorgelden via het museum voor katholieke evangelisatieprojecten zou gaan gebruiken. Er werd besloten om een gerechtelijke uitspraak te laten bepalen of het bisdom – dat bij de oprichting van de toenmalige Heilig Landstichting veel kapitaal investeerde – nog zeggenschap had over het museum. In januari 2008 oordeelde de rechtbank van Arnhem dat de bisschop deze invloed niet bezat; op 29 april tekende hij hoger beroep aan.
De bisschop van 's-Hertogenbosch trok het hoger beroep in. In 2009 oordeelde overigens ook de kerkelijke rechtbank dat de bisschop het niet bij het rechte eind had. Ook bij de oprichting in 1911 heeft het bisdom nooit geld geïnvesteerd in het museum. Het waren steeds leken geweest die geld hebben gegeven en niet het kerkelijk gezag. Vandaar ook dat de rechtbanken negatief oordeelden tegenover de bisschop. Volgens het burgerlijk én kerkelijk recht kon de bisschop om die reden geen aanspraak maken op eigendomsrechten.
Op 7 september 2010 zijn op initiatief van het toen zittende bestuur van de Heilig Land Stichting de betrekkingen met het bisdom 's-Hertogenbosch genormaliseerd, nadat de nieuwe statuten op basis van de gerechtelijke uitspraken door de bisschop waren goedgekeurd.
Mevrouw Khadija Al-Lawati, de Omaanse ambassadeur in Nederland (en deken van het corps diplomatique in Den Haag) maakte eind augustus 2007 bekend dat de Omaanse regering met een subsidie van 500.000 euro de herinrichting ondersteunde van het museumpark. Het sultanaat toonde zo een initiatief te willen steunen voor een "intercultureel museum" dat educatie biedt over dat wat jodendom, christendom en islam verbindt en dat is gericht op dialoog, voorlichting en debat. Mede dankzij deze gift werd er in 2011 een museum-moskee gebouwd.

## Exploitatieproblemen

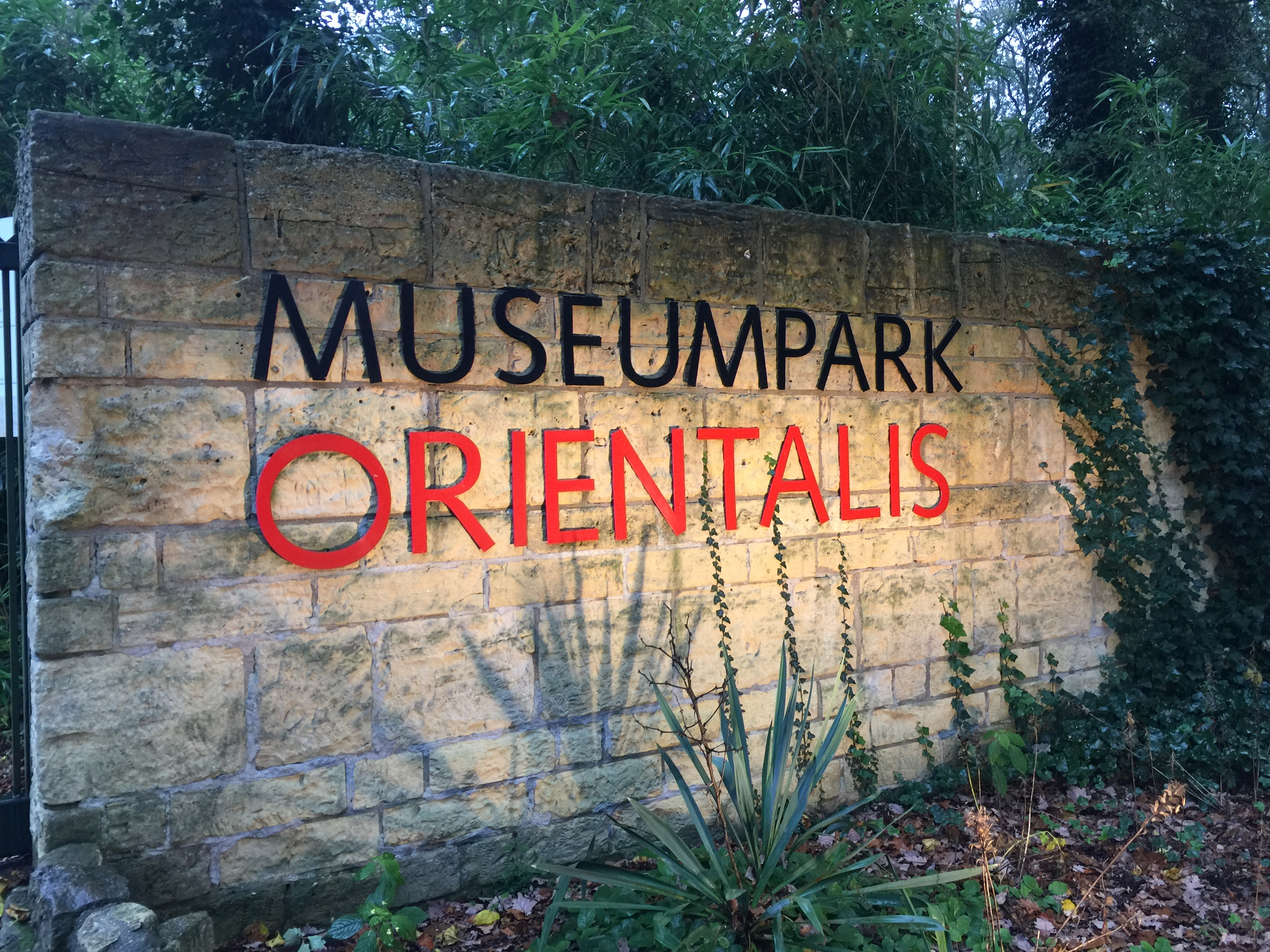
Museumpark Orientalis (2019)

Ooit trok het museumpark jaarlijks 80 duizend bezoekers, het worstelde echter met een tekort van vele tonnen per jaar. Tussen 16 november 2009 en 5 mei 2012 was het museum alleen tijdens de zomerweekeinden en voor cultuurhistorische groepsrondleidingen op afspraak geopend. Voor 57 medewerkers (waarvan 20 in vaste dienst) werd ontslag aangevraagd. De planning was om na een restauratie het museumpark in 2012 te heropenen. In de zomer van 2011 opende prinses Máxima een museummoskee en een Arabisch dorp.
Van 1 januari tot 5 mei 2012 was het museum gesloten. Aanleiding was het besluit van de provincie Gelderland om een subsidieverzoek voor zes miljoen euro af te wijzen, en geen krediet te verstrekken voor twee miljoen. Vervolgens maakte de gemeente Groesbeek bekend de mogelijkheden te willen onderzoeken om het park alsnog open te houden. De provincie Gelderland verstrekte daarop bijna tweehonderdduizend euro subsidie om op basis van een beperkt activiteitenplan een doorstart mogelijk te maken. Op 5 mei 2012 heropende het park onder nieuwe leiding. In het hoofdgebouw werd, vooral met vrijwilligers, een nieuwe tentoonstelling met de naam Toen God nog schreef gerealiseerd. Deze tentoonstelling is de inleiding op het buitenmuseum waar een reis door de wereld van de drie heilige boeken centraal staat. Voor het jaar 2013 stelde de provincie nog (eenmalig) een beperkte exploitatiesubsidie beschikbaar.
Per januari 2015 werden de woorden Heilig Land Stichting (weer) toegevoegd aan de in 2007 geïntroduceerde naam Museumpark Orientalis. Hiermee hoopt het museum meer naamsbekendheid te genereren, vooral buiten de eigen regio. Op 19 juli 2015 opende het park een pad met daaraan beeltenissen en uitleg van winnaars van de Nobelprijs voor de Vrede. Bij de opening daarvan maakte de directeur bekend dat het park nog steeds met financiële problemen kampt en dat het misschien zou moeten sluiten als er geen subsidie bij komt.

## Bezienswaardigheden
Het bestaat museum uit:
- een binnenmuseum,
- het joodse Beth Juda met Syrische boerderij en synagoge
- de (islamitische) Arabische karavanserai met daarnaast het bedoeïenenkamp, als hart van het museum. Verder is er het Arabische dorp Bait al-Islam met moskee. Het bedoeïenenkamp ligt centraal omdat Abraham, een nomade, de stamvader is van de drie (Abrahamitische) monotheïstische godsdiensten die in het museumpark centraal staan.
- de vroegchristelijke en Romeinse stadsstraat met Mithras-ruimte en kerk.

In het binnenmuseum zijn wisselende tentoonstellingen te zien.
Het Jeruzalemhuis werd in september 2009 geopend. In dit huis is een maquette van de stad Jeruzalem ten tijde van het begin van de christelijke jaartelling te vinden. Vanaf 2013 wordt dit gebouw als Grieks huis gepresenteerd. Er is een tentoonstelling genaamd Het Houten Zwaard waaraan de vertoning van een gladiatoren-film is verbonden. De maquette van Jeruzalem bleef opgesteld.
In 2013 werd de 'Verborgen tuin' geopend. Museumpark Orientalis kreeg deze tuin aangeboden door de staat Israël, die de tuin in 2012 tentoonstelde op de Floriade in Venlo.
In de kersttijd is Orientalis geopend voor een kerststallenexpositie. Het museumpark heeft een van de grootste kerststallenverzamelingen van Nederland. Een groot deel is afkomstig uit de verzameling van Elisabeth Houtzager.

## Fotogalerij

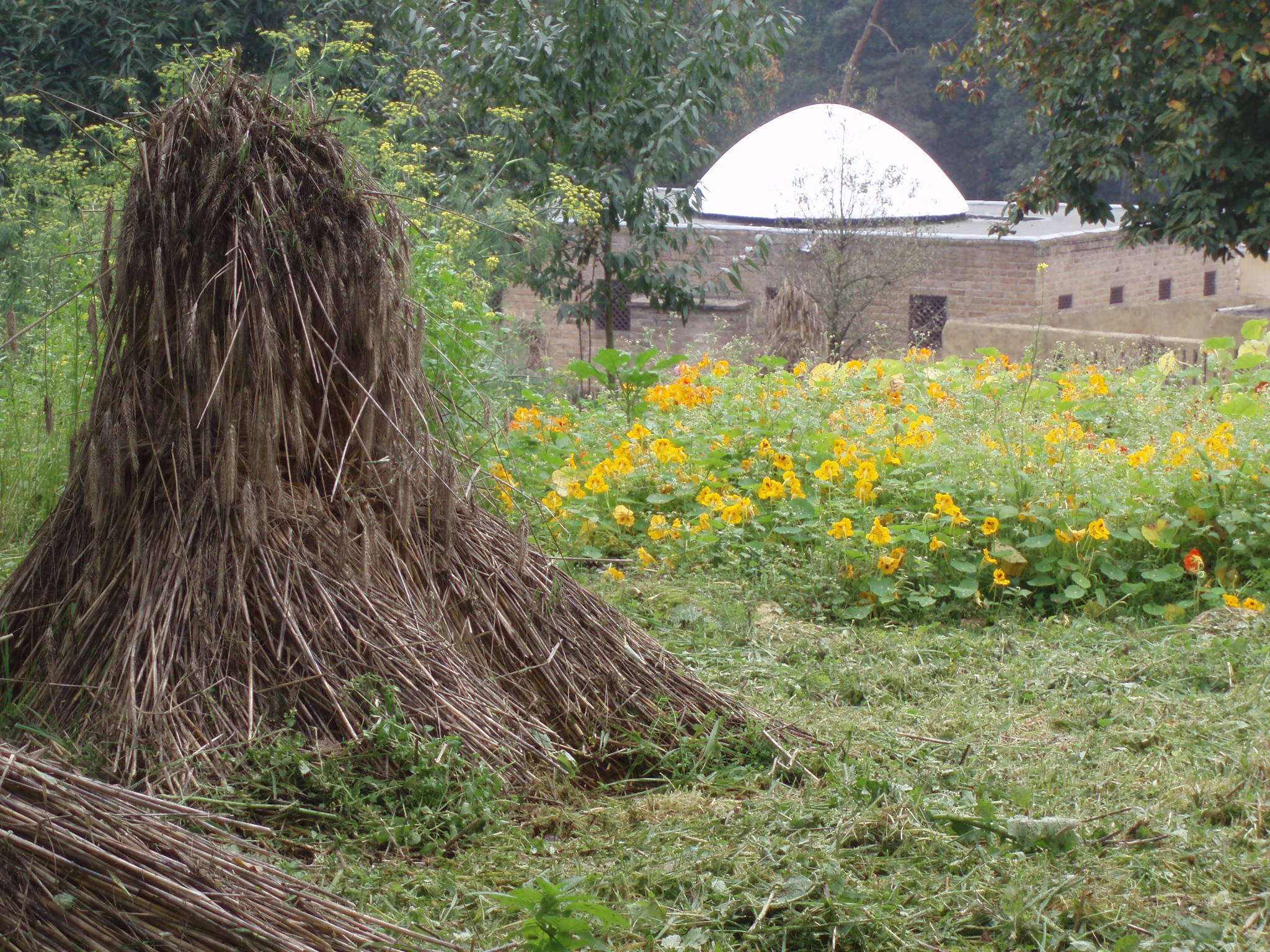
Beth Juda
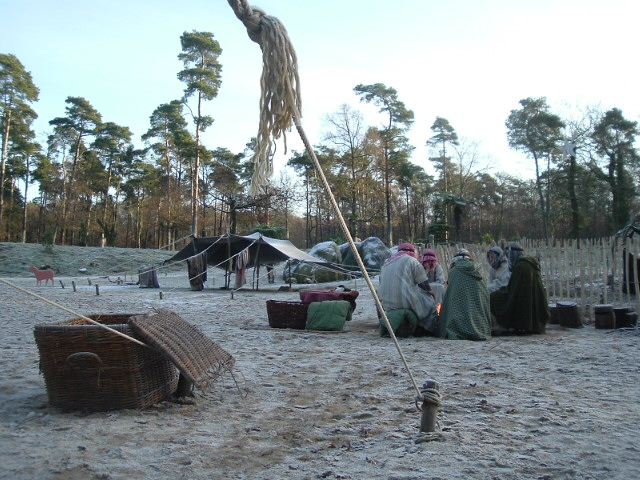
Bedoeïnentent
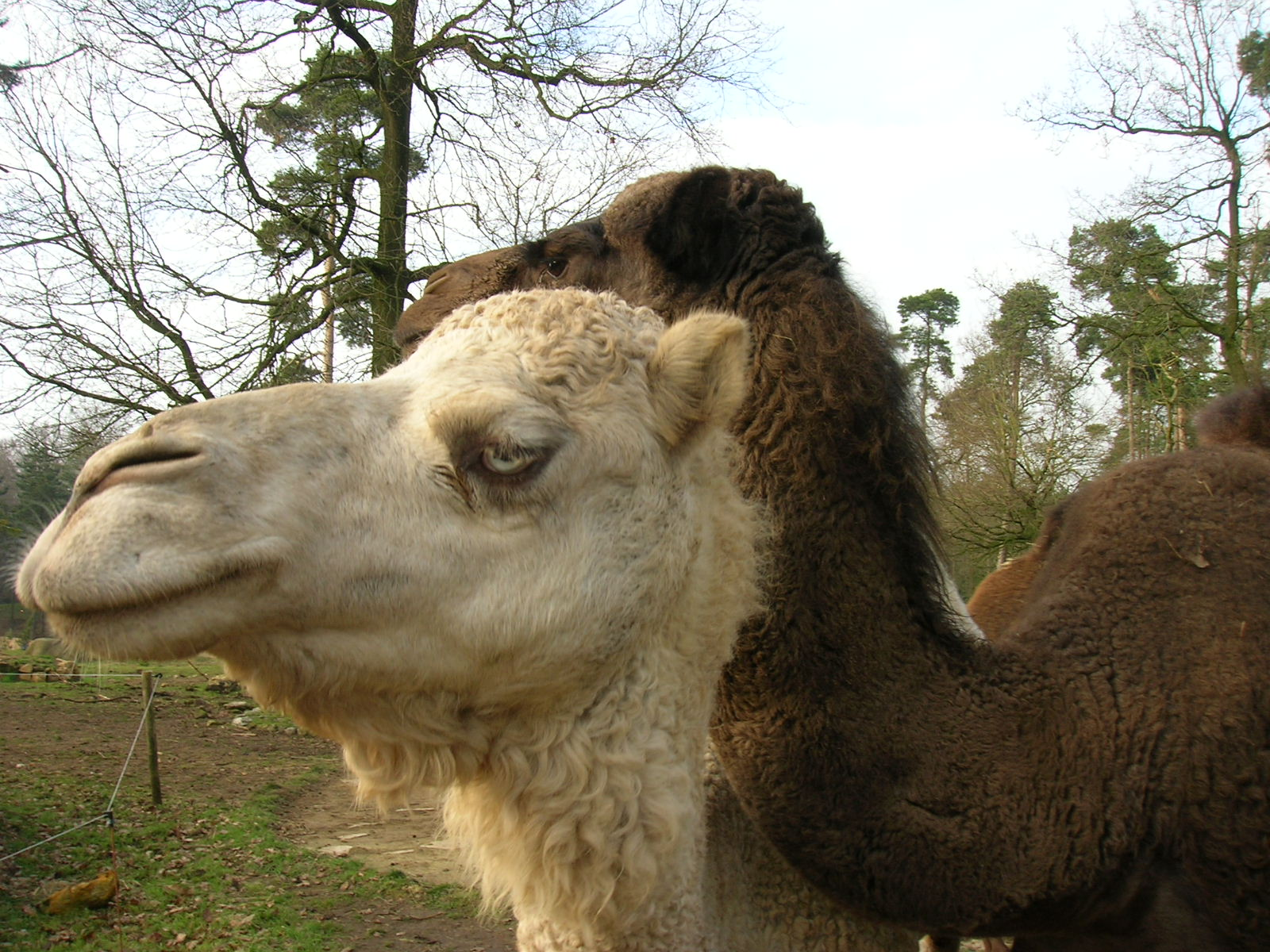
Dromedaris
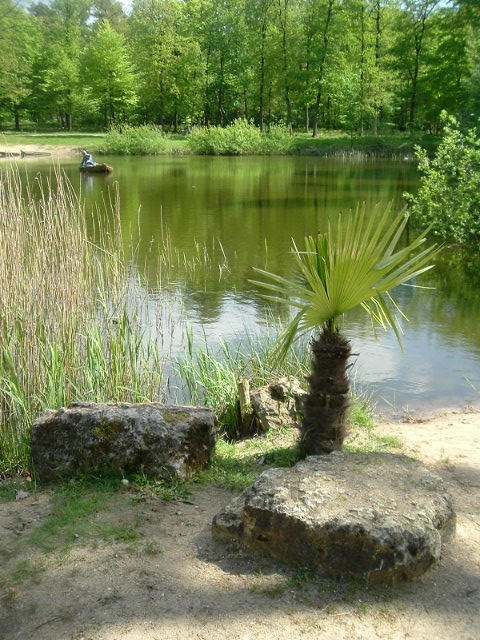
Meer
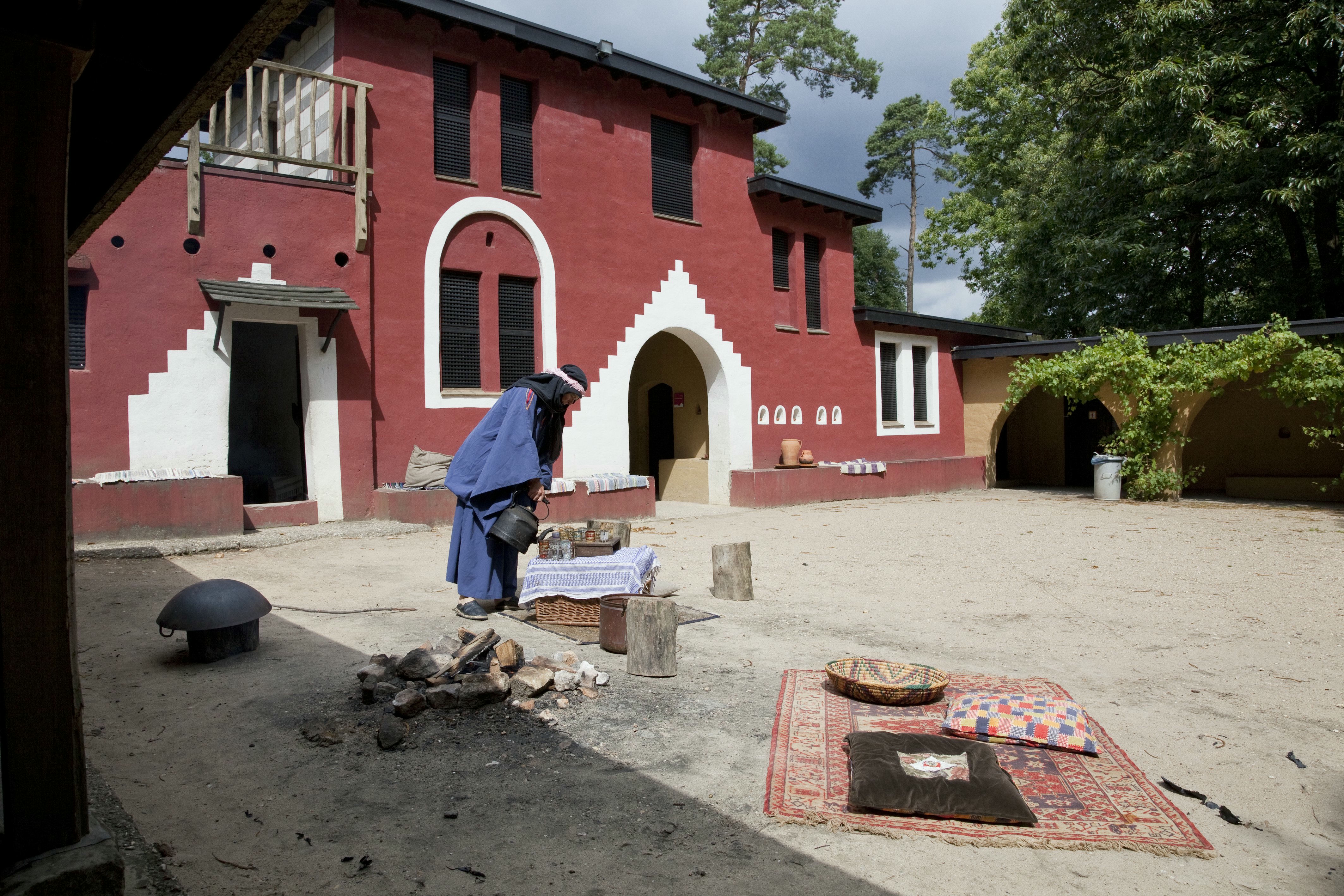
Karavanserai (oosterse herberg)
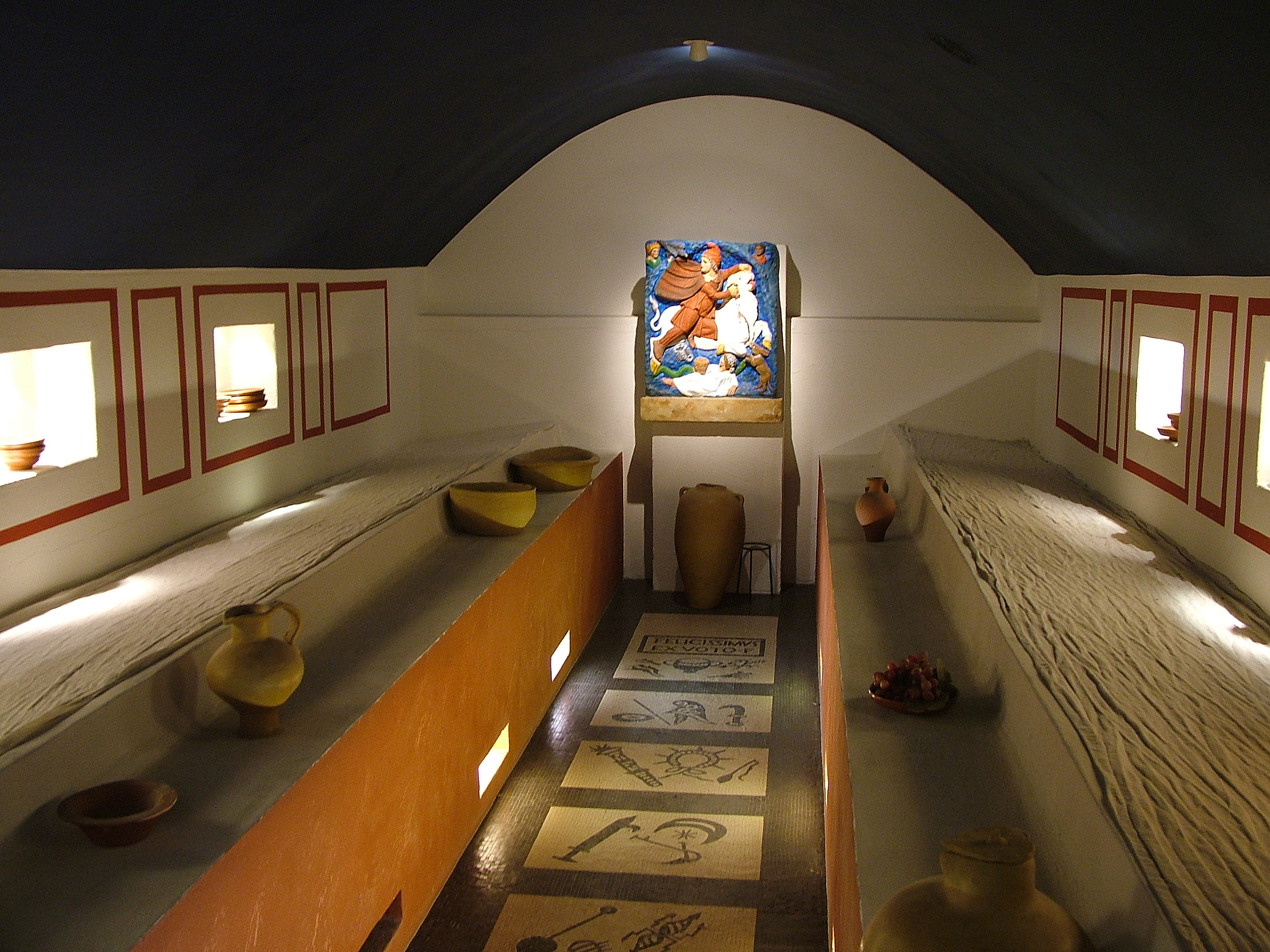
Replica van een fictief Mithras heiligdom